# Freddie Burns

a Compétitions nationales et continentales officielles uniquement.

b Matchs officiels uniquement.
Dernière mise à jour le 18 décembre 2023.
Freddie Spencer Burns, né le 13 mai 1990 à Bath (Angleterre), est un joueur international anglais de rugby à XV évoluant principalement au poste de demi d'ouverture (1,83 m pour 88 kg). Il est sélectionné en équipe d'Angleterre de 2012 à 2014. Il évolue en League One au sein de l'équipe des Toyota Industries Shuttles depuis 2023.
Il est le frère aîné du demi d'ouverture Billy Burns, évoluant à l'Ulster Rugby depuis la saison 2018-2019 et qui choisit lui de représenter l'Irlande au niveau international.

## Biographie

### En club
Durant la saison 2021-2022, son club se qualifie en finale du championnat après avoir éliminé Northampton. Freddie Burns débute la finale face aux Saracens sur le banc des remplaçant, avant d'entrer rapidement en jeu dès la 23e minute à la place de George Ford, blessé. Il transforme un essai, puis en toute fin de match, à quelques secondes du coup de sifflet final, alors que le score était de 12-12, il marque un drop offrant la victoire et donc le titre à son équipe.
En janvier 2023, alors qu'il est sous contrat avec Leicester, il rejoint finalement les Highlanders avec effet immédiat pour disputer la saison 2023 de Super Rugby.
Après cette saison en Nouvelle-Zélande, il fait son retour au Japon au sein des Toyota Industries Shuttles, qu'il avait fréquenté en 2020-2021, pour la saison 2023-2024 de League One.

### En équipe nationale
Né en Angleterre d'une mère écossaise et d'un père anglais, il choisit la nationalité anglaise sportive[réf. nécessaire]. 
Freddie Burns est d'abord sélectionné avec l'équipe d'Angleterre des moins de 20 ans avec laquelle il jouera 10 matchs et inscrira 56 points. 
Il obtient ensuite sa première cape internationale le 1er décembre 2012 à l’occasion d’un match contre l'équipe de Nouvelle-Zélande à Twickenham (Angleterre).  Il marque son premier et seul essai en sélection nationale face à l'Argentine en 2013. Il compte en tout cinq sélection avec l'équipe d'Angleterre pour 57 points inscrits.

## Statistiques

### Internationales

#### Équipe d'Angleterre des moins de 20 ans
Freddie Burns dispute 10 matchs avec l'équipe d'Angleterre des moins de 20 ans en deux saisons, prenant part à deux éditions du tournoi des Six Nations (2009 et 2010) et à une édition du championnat du monde junior (2010). Il inscrit un total de trois essais, neuf pénalités et sept transformations pour 56 points inscrits.

#### Équipe d'Angleterre
Freddie Burns connait sa première cape internationale le 1er décembre 2012 lors d'un test international face à la Nouvelle-Zélande.
| Année | Compétition | Matchs | Points | Essais | Transf. | Drops | Pénal. |
| ----- | ----------- | ------ | ------ | ------ | ------- | ----- | ------ |
| 2012  | Test matchs | 1      | 6      | -      | -       | -     | 2      |
| 2013  | Test matchs | 2      | 31     | 1      | 7       | -     | 4      |
| 2014  | Test matchs | 2      | 20     | -      | 1       | -     | 6      |
| Total | Total       | 5      | 57     | 1      | 8       | 0     | 12     |

## Palmarès

### En club
- Gloucester RFC
  - Finaliste de la Coupe anglo-galloise en 2009 et 2010
  - Vainqueur de la Coupe anglo-galloise en 2011

- Leicester Tigers
  - Vainqueur de la Coupe anglo-galloise en 2017
  - Vainqueur du Championnat d'Angleterre en 2022

- Bath
  - Finaliste de la Coupe anglo-galloise en 2018